# Cyrille Bella
Cyrille Florent Bella (Yaoundé, 11 giugno 1975) è un ex calciatore camerunese, di ruolo attaccante.

## Biografia
Anche suo figlio Armel è un calciatore.

## Carriera

### Club
Ha giocato nella massima serie camerunese, in quella paraguaiana ed in quella di Hong Kong, oltre che nella seconda divisione tedesca.

### Nazionale
Tra il 1995 ed il 2003 ha giocato cinque partite con la nazionale camerunese.

## Statistiche

### Presenze e reti nei club
| Stagione         | Squadra          | Campionato       | Campionato | Campionato | Coppe nazionali | Coppe nazionali | Coppe nazionali | Coppe continentali | Coppe continentali | Coppe continentali | Altre coppe | Altre coppe | Altre coppe | Totale | Totale |
| Stagione         | Squadra          | Comp             | Pres       | Reti       | Comp            | Pres            | Reti            | Comp               | Pres               | Reti               | Comp        | Pres        | Reti        | Pres   | Reti   |
| ---------------- | ---------------- | ---------------- | ---------- | ---------- | --------------- | --------------- | --------------- | ------------------ | ------------------ | ------------------ | ----------- | ----------- | ----------- | ------ | ------ |
| 1998-1999        | Paderborn        | RL               | 21         | 3          |                 | -               | -               |                    | -                  | -                  |             | -           | -           | 21     | 3      |
| 1999-2000        | Paderborn        | RL               | 34         | 8          |                 | -               | -               |                    | -                  | -                  |             | -           | -           | 34     | 8      |
| Totale Paderborn | Totale Paderborn | Totale Paderborn | 55         | 11         |                 | -               | -               |                    | -                  | -                  |             | -           | -           | 55     | 11     |
| 2000-2001        | LR Ahlen         | 2L               | 27         | 11         | CG              | 1               | 0               |                    | -                  | -                  |             | -           | -           | 28     | 11     |
| 2001-2002        | LR Ahlen         | 2L               | 31         | 9          | CG              | 0               | 0               |                    | -                  | -                  |             | -           | -           | 31     | 9      |
| 2002-2003        | LR Ahlen         | 2L               | 29         | 11         | CG              | 2               | 0               |                    | -                  | -                  |             | -           | -           | 31     | 11     |
| 2003-2004        | LR Ahlen         | 2L               | 28         | 4          | CG              | 0               | 0               |                    | -                  | -                  |             | -           | -           | 28     | 4      |
| 2004-2005        | LR Ahlen         | 2L               | 15         | 2          | CG              | 1               | 1               |                    | -                  | -                  |             | -           | -           | 16     | 3      |
| Totale LR Ahlen  | Totale LR Ahlen  | Totale LR Ahlen  | 130        | 37         |                 | 4               | 1               |                    | -                  | -                  |             | -           | -           | 134    | 38     |
| 2005-2006        | RW Oberhausen    | RL               | 6          | 1          | CG              | 1               | 0               |                    | -                  | -                  |             | -           | -           | 7      | 1      |
| 2006-2007        | SV Wilhelmshaven | OL               | 18         | 0          |                 | -               | -               |                    | -                  | -                  |             | -           | -           | 18     | 0      |
| gen.-mag. 2008   | Hammer           | OL               | 13         | 7          |                 | -               | -               |                    | -                  | -                  |             | -           | -           | 13     | 7      |
| set.-dic. 2008   | Kitchee          | 1D               | 4          | 0          |                 | -               | -               |                    | -                  | -                  |             | -           | -           | 4      | 0      |
| gen.-mag. 2009   | Gütersloh        | OL               | 13         | 4          |                 | -               | -               |                    | -                  | -                  |             | -           | -           | 13     | 4      |
| Totale carriera  | Totale carriera  | Totale carriera  | 239        | 60         |                 | 5               | 1               |                    | -                  | -                  |             | -           | -           | 244    | 61     |

### Cronologia presenze e reti in nazionale
| Cronologia completa delle presenze e delle reti in nazionale ― Camerun | Cronologia completa delle presenze e delle reti in nazionale ― Camerun | Cronologia completa delle presenze e delle reti in nazionale ― Camerun | Cronologia completa delle presenze e delle reti in nazionale ― Camerun | Cronologia completa delle presenze e delle reti in nazionale ― Camerun | Cronologia completa delle presenze e delle reti in nazionale ― Camerun | Cronologia completa delle presenze e delle reti in nazionale ― Camerun | Cronologia completa delle presenze e delle reti in nazionale ― Camerun |
| Data                                                                   | Città                                                                  | In casa                                                                | Risultato                                                              | Ospiti                                                                 | Competizione                                                           | Reti                                                                   | Note                                                                   |
| ---------------------------------------------------------------------- | ---------------------------------------------------------------------- | ---------------------------------------------------------------------- | ---------------------------------------------------------------------- | ---------------------------------------------------------------------- | ---------------------------------------------------------------------- | ---------------------------------------------------------------------- | ---------------------------------------------------------------------- |
| 23-4-1995                                                              | Kinshasa                                                               | Zaire                                                                  | 2 – 1                                                                  | Camerun                                                                | Qual. Coppa d'Africa 1996                                              | -                                                                      |                                                                        |
| 12-1-1997                                                              | Yaoundé                                                                | Camerun                                                                | 0 – 0                                                                  | Angola                                                                 | Qual. Mondiali 1998                                                    | -                                                                      | 57’                                                                    |
| 11-2-2003                                                              | Châteauroux                                                            | Camerun                                                                | 0 – 3                                                                  | Costa d'Avorio                                                         | Amichevole                                                             | -                                                                      | 46’                                                                    |
| 30-3-2003                                                              | Radès                                                                  | Tunisia                                                                | 1 – 0                                                                  | Camerun                                                                | Amichevole                                                             | -                                                                      | 81’                                                                    |
| 1-6-2003                                                               | Abuja                                                                  | Nigeria                                                                | 3 – 0 dts                                                              | Camerun                                                                | Amichevole                                                             | -                                                                      |                                                                        |
| Totale                                                                 |                                                                        | Presenze                                                               | 5                                                                      |                                                                        | Reti                                                                   | 0                                                                      |                                                                        |